# 刘绍禹
刘绍禹（1900年—1981年），名怀锐，男，四川新津人，中国心理学家、教育家，曾任中国教育学会常务理事。